# 49036 Pélion
49036 Pélion é um centauro. Foi descoberto em 21 de agosto de 1998 por R. J. Whiteley e David J. Tholen no Observatório Mauna Kea.